# Arcidiecéze čenstochovská
Arcidiecéze čenstochovská (latinsky Archidioecesis Częstochoviensis) je římskokatolická metropolitní arcidiecéze v Polsku, která je centrem Čenstochovské církevní provincie. Jejími sufragánními diecézemi jsou Diecéze radomská a Diecéze sosnowiecká. V sídle diecéze, Čenstochové, se nachází nejvýznamnější poslké poutní místo, areál Jasná Hora s uctívanou ikonou Matky Boží čenstochovské.

## Stručná historie
Čenstochovskou diecézi zřídil bulou Vixdum Poloniae unitas ze dne 28. října 1925 papež Pius XI., a byla podřízena krakovské metropoli. V roce 1951 papež Pius XII. zřídil katedrální kapitulu. V rámci reorganizace polské diecézní struktury papež Jan Pavel II. vydal dne 25. března 1992 bulu Totus Tuus Poloniae populus, kterou diecézi čenstochovskou povýšil na metropolitní arcidiecézi a vytvořil její církevní provincii.